# مليحة إسماعيل أوغلو
مليحة إسماعيل أوغلو (مواليد 17 سبتمبر 1993) هي لاعبة كرة طائرة تركية تلعب في نادي فنربخشة.